# Monterubbiano

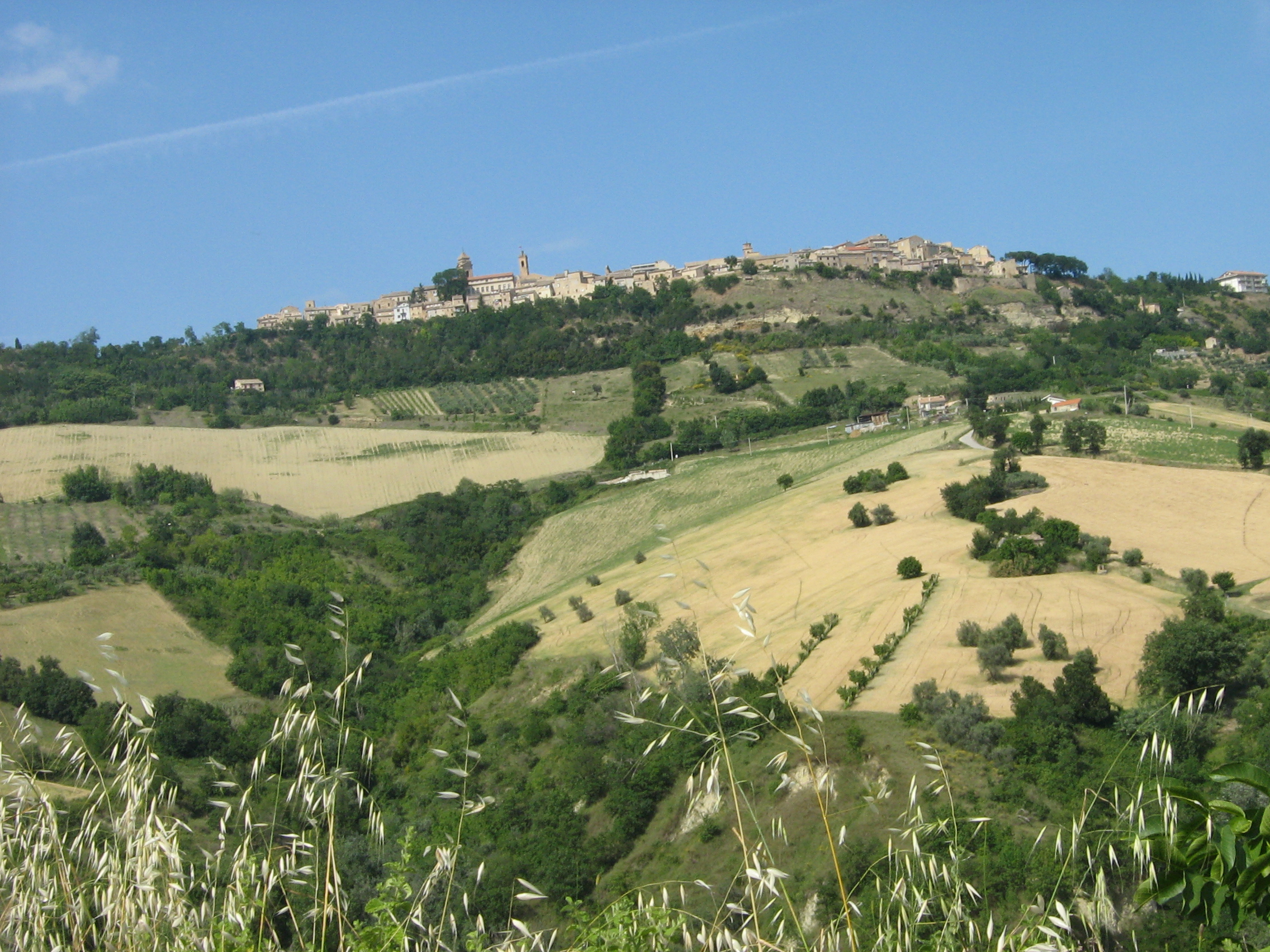
Panorama von Monterubbiano

Monterubbiano (im lokalen Dialekt: Muntrubbià) ist eine italienische Gemeinde (comune) mit 2002 Einwohnern (Stand 31. Dezember 2023) in der Provinz Fermo in den Marken. Die Gemeinde liegt etwa 8,5 Kilometer südlich von Fermo. Die südliche Gemeindegrenze bildet der Aso.

## Geschichte
Die Picener siedelten hier im 9. bis 3. vorchristlichen Jahrhundert. Von 268 vor bis etwa 1200 nach Christus handelte es sich um eine eigenständige Stadt oder Gemeinde, die im 5. Jahrhundert durch die Goten zerstört wurde.

## Gemeindepartnerschaft
Monterubbiano unterhält eine Partnerschaft mit dem britischen Winster in der Grafschaft Derbyshire.

## Persönlichkeiten
- Nicolae Iosif Camilli (1840–1915), römisch-katholischer Geistlicher, Bischof von Iași 1884–1894, 1904–1915
- Temistocle Calzecchi-Onesti (1853–1922), Physiker
- Angelo Fagiani (1943–2020), Erzbischof von Camerino-San Severino Marche